# Bayern (Schiff, 1916)

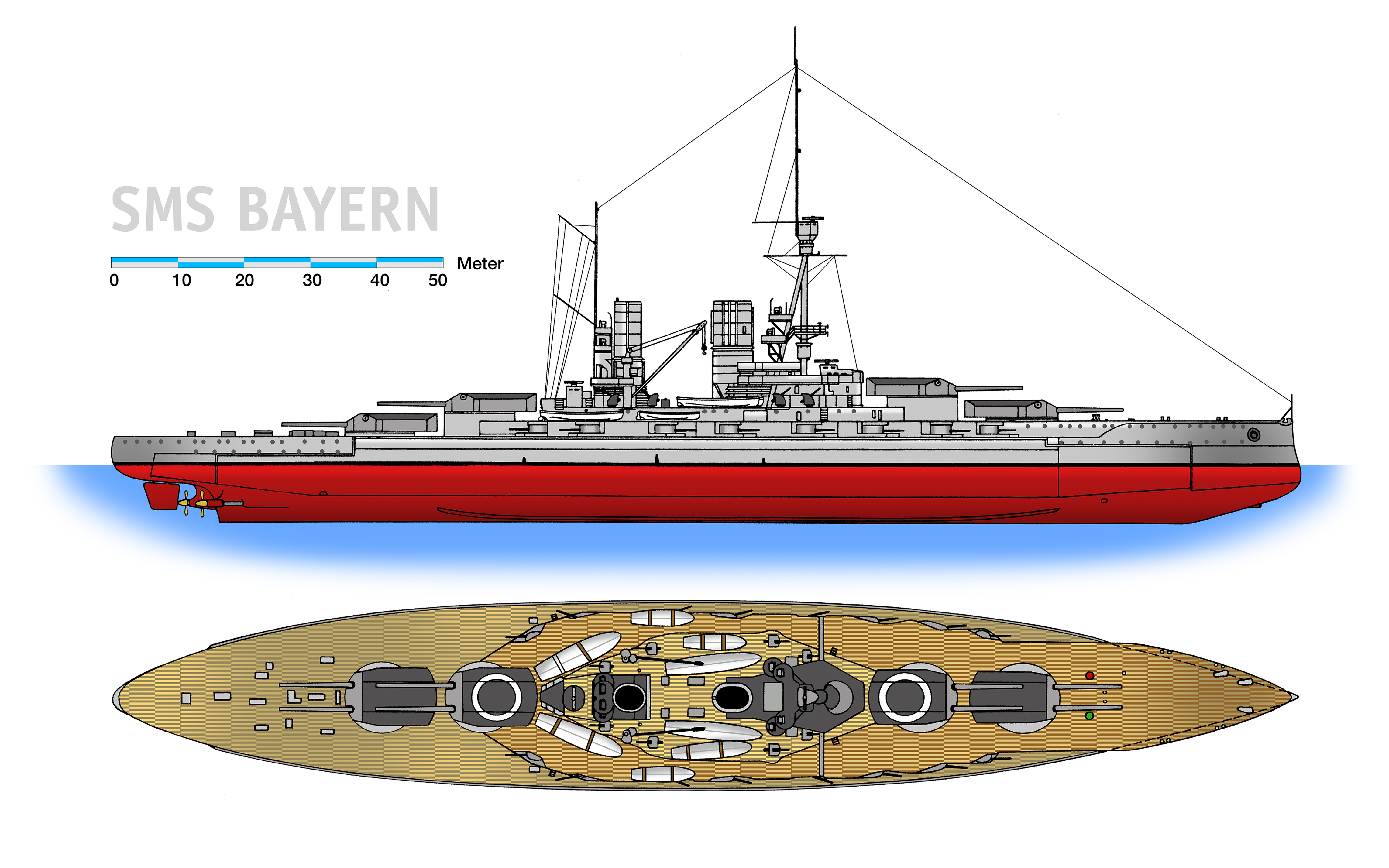
Steuerbordseite und Draufsicht der Bayern in der letzten Baustufe (1918). Auf den inneren Geschütztürmen sind deutlich die weißen Ringe zur „Fliegerkennung“ zu sehen

Die Bayern war ein Großlinienschiff der Kaiserlichen Marine und das Typschiff der nach ihr benannten Schiffsklasse. Namensgebend war das Königreich Bayern. Namensvorgänger war die Panzerkorvette Bayern der Sachsen-Klasse.

## Geschichte

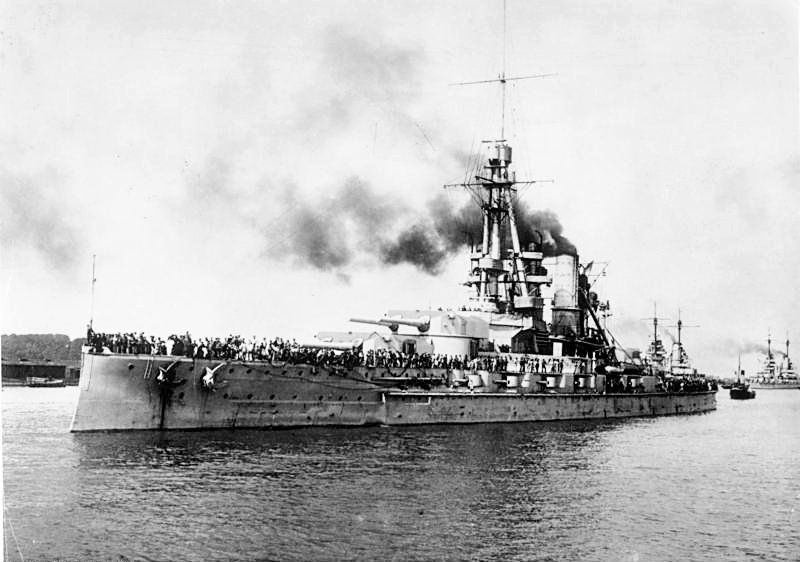
Linienschiff Bayern bei der Probefahrt 1915 im Kaiser-Wilhelm-Kanal

Der Bauauftrag für das unter dem Haushaltsnamen Linienschiff „T“ geführte Schiff wurde am 3. April 1913 an die Howaldtswerke in Kiel vergeben. Die Werft legte den Neubau am 22. Januar 1914 auf Kiel. Bereits am 18. Februar 1915 stand das Schiff, das als erstes deutsches Linienschiff bereits beim Bau mit einem Dreibeinmast ausgerüstet wurde, zum Stapellauf bereit. Dreizehn Monate später, am 18. März 1916, konnte die Bayern in Dienst gestellt werden. Die nötigen Probefahrten erstreckten sich auf vier Monate, weswegen das Schiff nicht an der Skagerrakschlacht teilnehmen konnte. Am 15. Juli trat es seinen Dienst im III. Geschwader in Wilhelmshaven an. Dort besuchte am 25. Juli auch der bayerische König Ludwig III. das Schiff.
Vom 7. bis zum 16. August 1916 diente die Bayern kurzzeitig als Flottenflaggschiff. Zusammen mit den Schlachtschiffen Markgraf und Großer Kurfürst bildete die Bayern während des ersten Flottenvorstoßes nach der Skagerrakschlacht vom 18. bis zum 20. August die „Schnelle Division“ der I. Aufklärungsgruppe. Nach einigen kleineren Einsätzen nahm sie am 12. Oktober 1917 an der Operation gegen die Baltischen Inseln teil. Vor dem Soelo-Sund (Ösel) erhielt die Bayern dabei einen Minentreffer in Höhe des vorderen Torpedobreitseitraums. In der Folge drangen rund 1.000 t Wasser in das Vorschiff ein, das bis zum vorderen 38-cm-Turm eintauchte. Der Schaden konnte in der Taggabucht mit Bordmitteln repariert werden. Diese provisorische Lecksicherung brach aber auf der Heimfahrt, und das Vorschiff lief erneut mit rund 1.000 t Wasser voll. In Kiel, wo die Bayern am 31. Oktober einlief, wurden die Schäden vom 3. November bis 27. Dezember repariert. Der Torpedobreitseitraum wurde umgebaut und unterteilt. Außerdem wurde die Zahl der Unterwassertorpedorohre von fünf auf eins reduziert. Während dieser Arbeiten erhielt die Bayern vier der ursprünglich vorgesehenen acht 8,8-cm-L/45-Fla-Kanonen.
Die Bayern erlitt am 15. April 1918 eine Grundberührung vor der Jademündung, konnte aber am Flottenvorstoß vom 23. auf den 24. April 1918 teilnehmen. Vom 23. September bis Anfang Oktober war das Schiff Flaggschiff des III. Geschwaders. Für den Ende Oktober geplanten großen Flottenvorstoß der gesamten Hochseeflotte stand auch die Bayern bereit. Wegen der Meutereien auf der Helgoland und der Thüringen wurde dieser letztlich aufgegeben und das III. Geschwader nach Kiel entlassen. Dort weitete sich die Meuterei zur Novemberrevolution aus.

## Verbleib

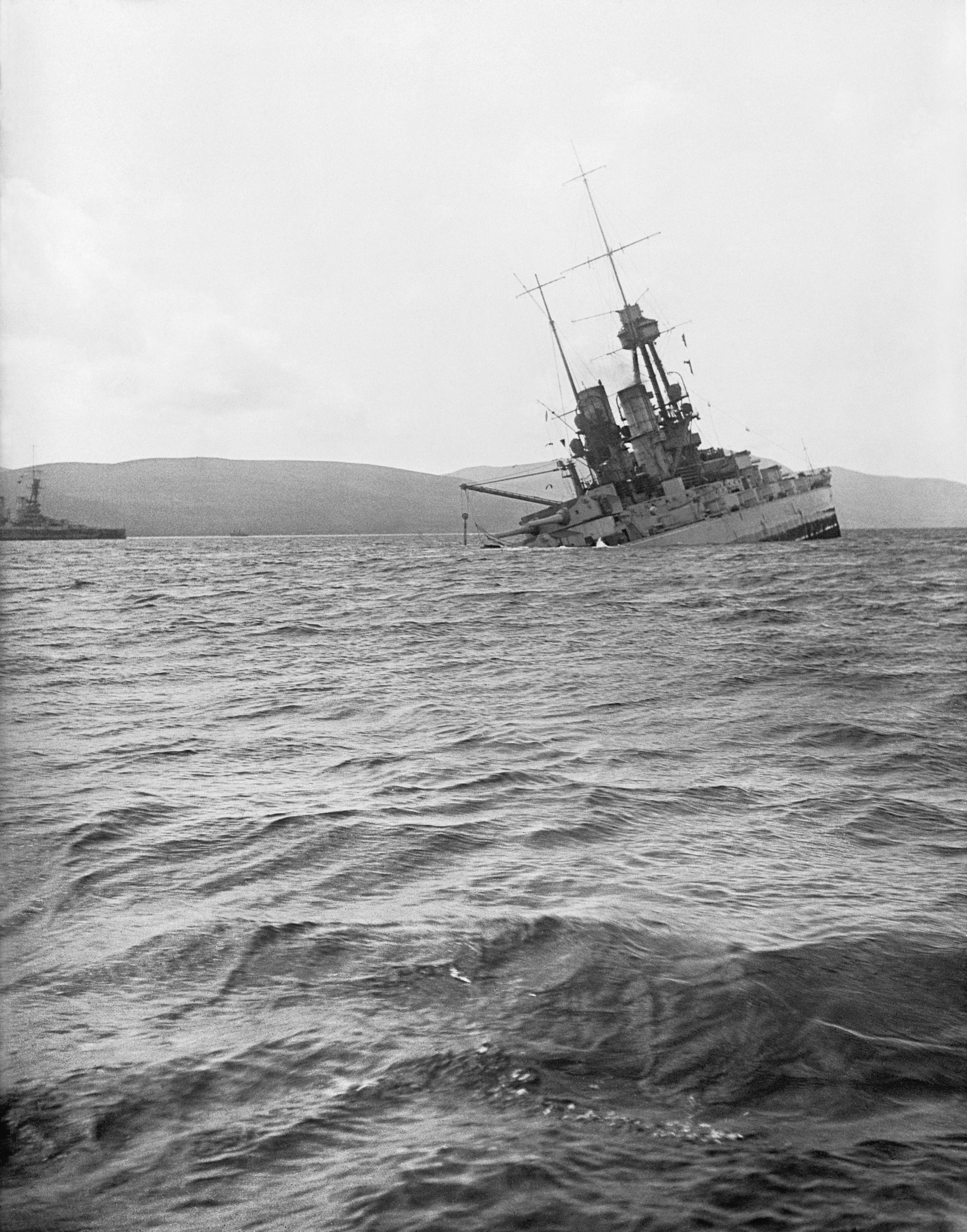
Die sinkende Bayern
in Scapa Flow

Die Bayern gehörte zu den Schiffen, deren Internierung seitens der Entente im Waffenstillstandsabkommen gefordert wurde. Gemeinsam mit einem Großteil der Hochseeflotte trat sie am 19. November 1918 die Überführungsfahrt zum Firth of Forth an. Von dort aus lief das III. Geschwader am 26. November nach Scapa Flow weiter. Da unklar war, ob die deutsche Regierung den Versailler Vertrag unterzeichnen würde, gab der Befehlshaber des Internierungsverbandes, Konteradmiral Ludwig von Reuter, am 21. Juni 1919 den Befehl zur Selbstversenkung. Die Bayern versank um 14:30 Uhr.
Das Wrack der Bayern wurde am 3. November 1933 für 750 Pfund an die Cox & Danks Ltd. verkauft. Während der Bergungsarbeiten tauchte der Rumpf am 18. Juli 1934 aus 40 m Tiefe auf und sank etwa eine halbe Stunde später wieder. Endgültig gehoben wurde das Schiff am 1. September. Die Bayern wurde zunächst nach Lyness geschleppt. Vom 26. bis zum 30. April 1935 brachten die Schlepper Zwarte Zee, Witte Zee und Ganges das Schiff nach Rosyth, wo am 5. Juni mit den Abwrackarbeiten begonnen wurde.
Die vier großen Geschütztürme liegen heute noch auf dem Meeresgrund und können auch betaucht werden. Die Türme brachen beim Hebungsversuch des Schiffes im Juli 1934 aus ihrer Verankerung. Sie stellen eine große Gefahr für die Taucher dar, da sie kopfüber im Sand liegen. Viele Taucher haben beim Hineintauchen durch den aufgewirbelten Schlamm schon die Orientierung verloren.

## Kommandanten
| 18. März bis 23. Dezember 1916        | Kapitän zur See Max Hahn         |
| 24. Dezember 1916 bis 10. August 1918 | Kapitän zur See Heinrich Rohardt |
| 11. August bis 10. Dezember 1918      | Kapitän zur See Hugo Dominik     |
| 12. Dezember 1918 bis 21. Juni 1919   | Kapitänleutnant Albrecht Meißner |